# Szentendre–Visegrád autóbuszjárat
A Szentendre–Visegrád autóbuszjárat egy BHÉV által üzemeltetett járat volt 1928 és 1944 között.

## Története

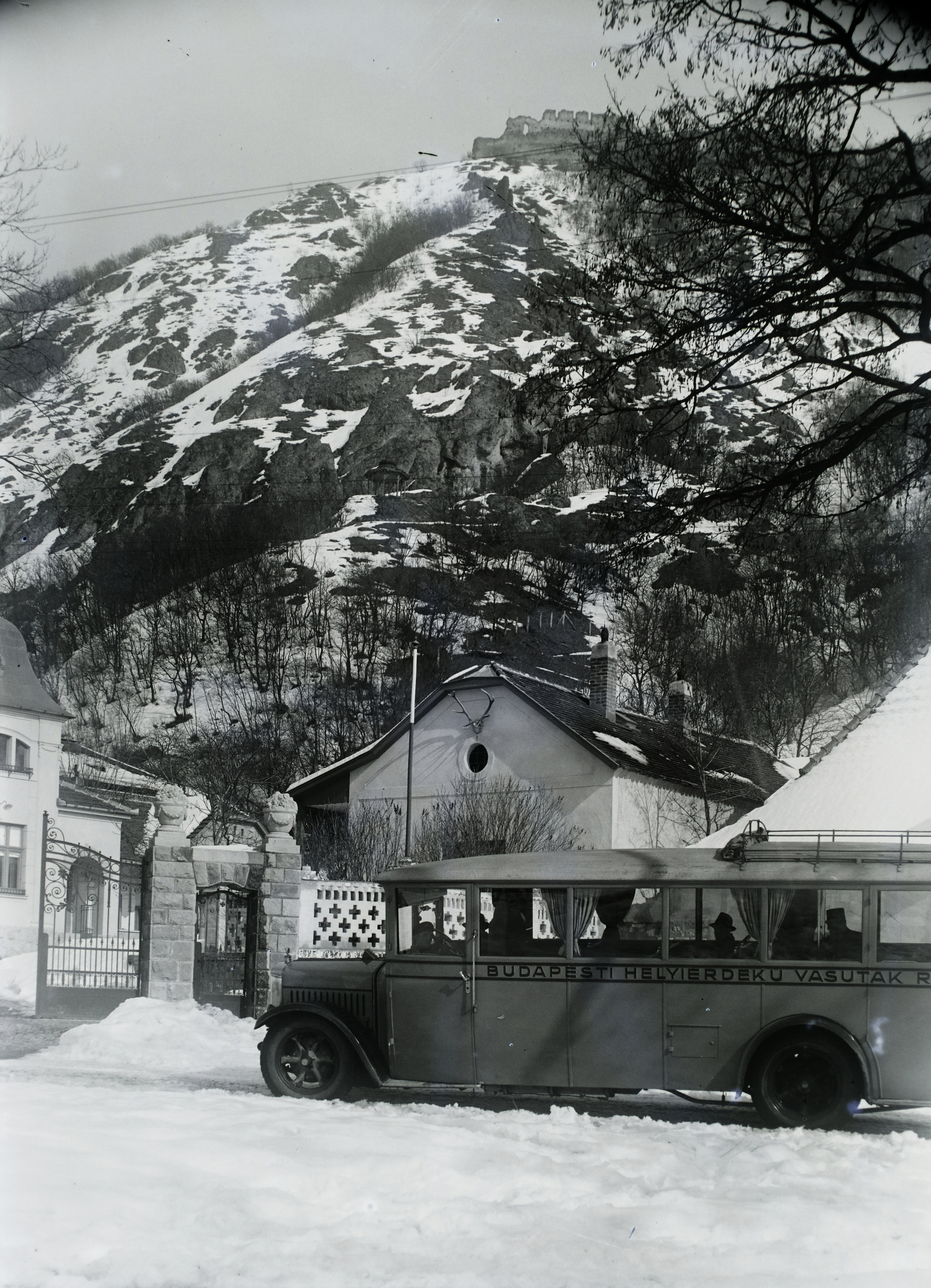
BHÉV autóbusz Visegrádon.

1928. július 25-én a BHÉV autóbuszjáratot indított Szentendre és Visegrád között. Később Dunaharaszti és Taksony, illetve Ráckeve és Kiskunlacháza között próbálkoztak buszjáratokkal, de ezek nem vonzottak annyi utast, mint a dunakanyari járat, ezért pár hónap után megszűntek. A BHÉV a forgalom lebonyolításához két darab MÁVAG M 16, és egy MÁVAG M 26 típusú autóbuszt vásárolt. A járat nagy népszerűségnek örvendett, főleg a kirándulók körében. Bizonyos járatok csak Leányfaluig közlekedtek. Az autóbusz a Visegrádi-hegységben haladt végig.
A II. világháború idején, 1944. május 8-án az autóbuszjárat megszűnt.[forrás?] A későbbiekben a járat újraindítására több kísérletet is tettek, azonban ezek nem jártak sikerrel.[forrás?]

## Megállói
| Megállóhely    | Átszállási kapcsolatok |
| -------------- | ---------------------- |
| Szentendre     | Szentendrei HÉV        |
| Szigetmonostor |                        |
| Leányfalu      |                        |
| Tahi           |                        |
| Dunabogdány    |                        |
| Kisoroszi      |                        |
| Visegrád       |                        |

## Képgaléria

Szentendre–Visegrád autóbuszjárat
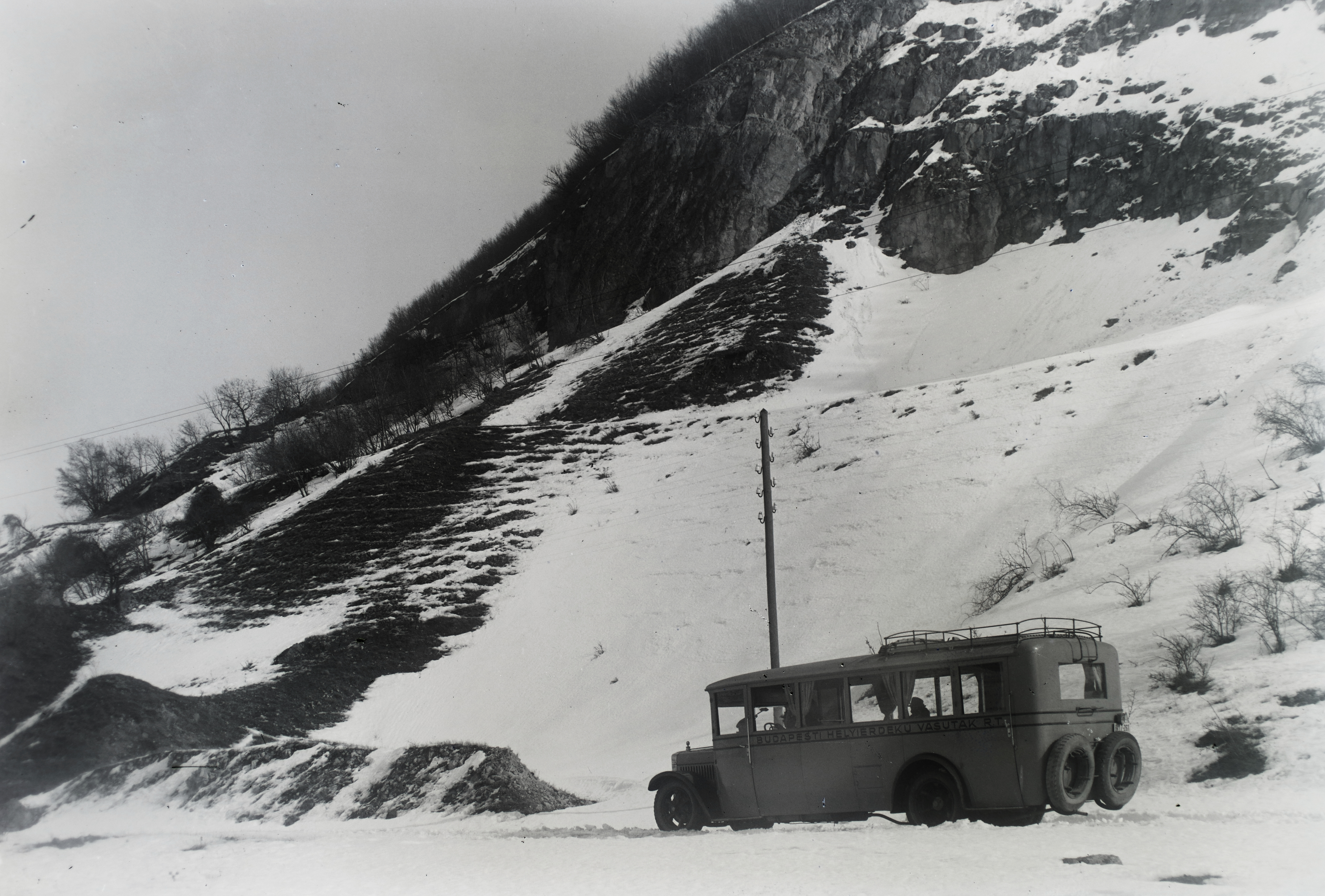
Szentendre–Visegrád autóbuszjárat
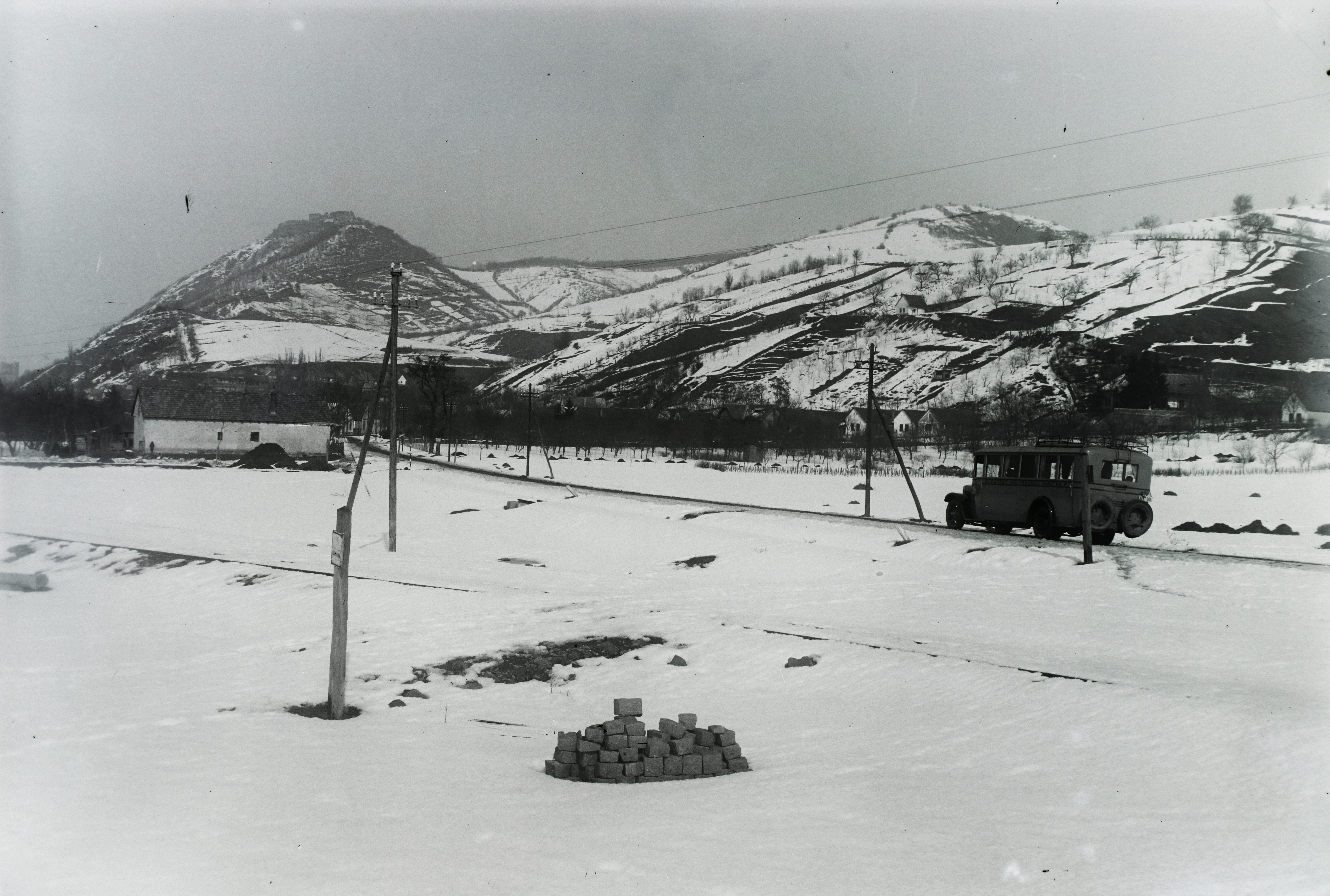
Szentendre–Visegrád autóbuszjárat
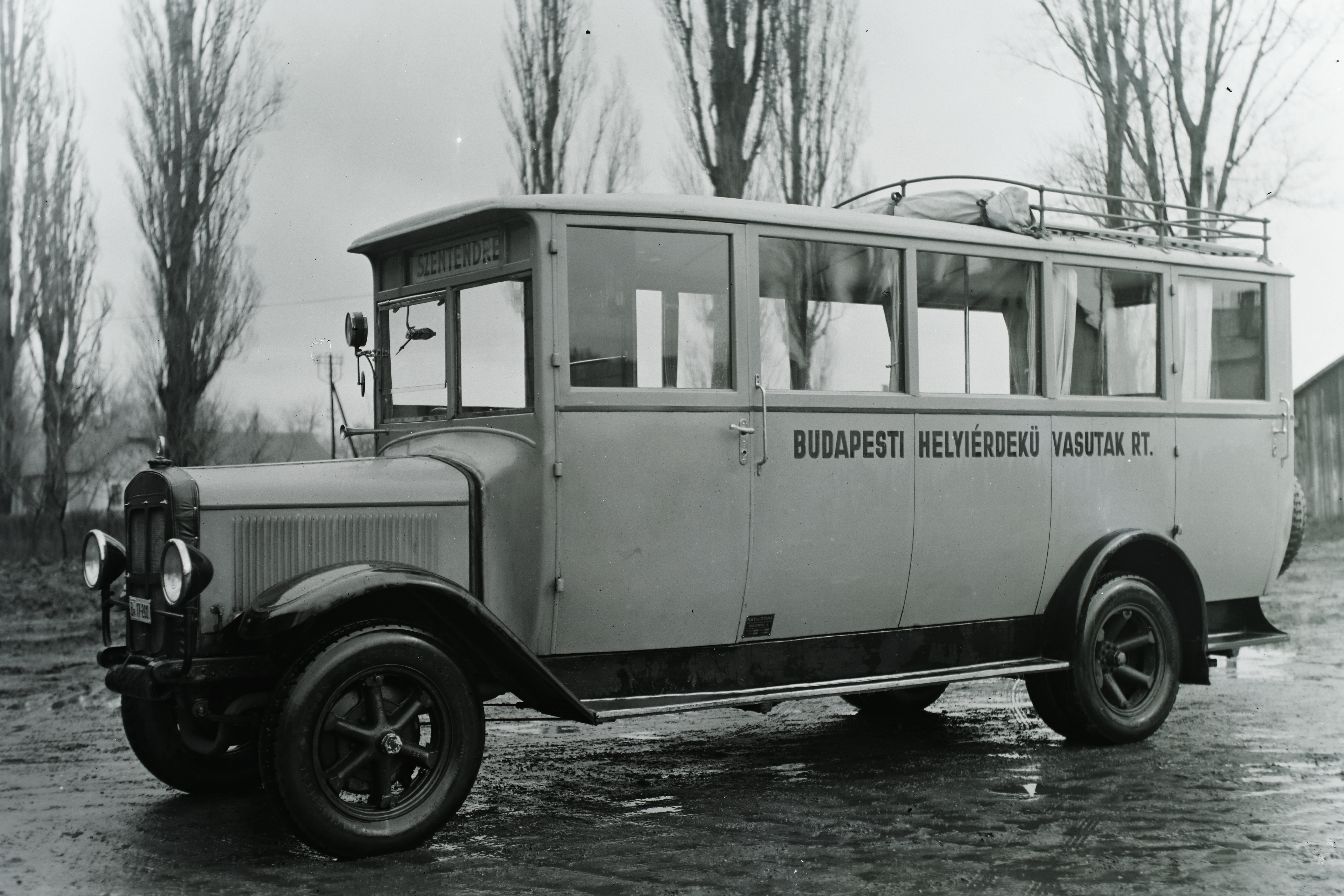
A BHÉV MÁVAG M 16 típusú, BP 17-260 forgalmi rendszámú autóbusza
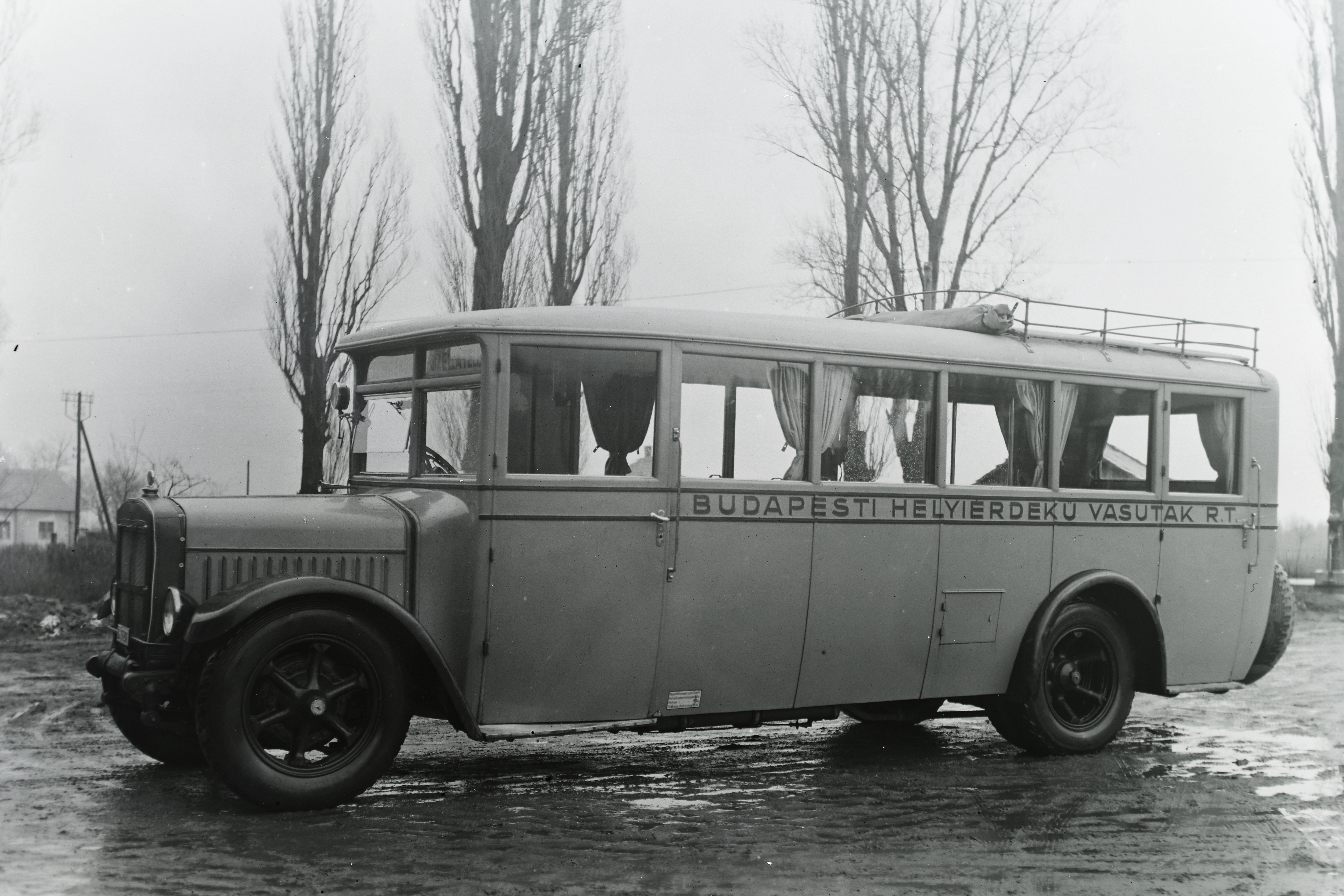
A BHÉV MÁVAG M 26 típusú, BP 17-261 forgalmi rendszámú autóbusza